# VIII Premis Cinematogràfics José María Forqué
La cerimònia dels VIII Premis Cinematogràfics José María Forqué es va celebrar al Teatro Real de Madrid el 29 de maig de 2003. Es tracta d'uns guardons atorgats anualment des de 1996 per l'EGEDA com a reconeixement a les millors produccions cinematogràfiques espanyoles pels seus valors tècnics i artístics produïdes entre l'1 de gener i el 31 de desembre de 2002.
La gala fou presentada per Verónica Forqué i Juan Luis Galiardo i gaudí de l'actuació del guitarrista Enrique de Melchor. Hi van assistir la ministra de cultura Pilar del Castillo, acompanyada per José María Otero, Director General de l'ICAA; Marisa Paredes, Presidenta de l'Acadèmia de les Arts i les Ciències Cinematogràfiques d'Espanya; Juan Menor, Director General de Televisió Espanyola; Pedro Pérez, President de FAPAE i Enrique Cerezo, President d'EGEDA. Aquest cop es concedia per primer cop el premi al millor documental o animació i la medalla d'or d'EGEDA.

## Nominacions i premis
Els nominats i guanyadors d'aquesta edició foren: 
| Millor pel·lícula                                                                                              | Millor documental o animació                                                   |
| --- | ------------------------------------------------------------------------------ |
| - Los lunes al sol - En la ciudad sin límites - Hable con ella - Historia de un beso - El otro lado de la cama | - El efecto Iguazú de Pere Joan Ventura Carol Balseros de Carles Bosch i Arisó |
| Medalla d'honor                                                                                                |                                                                                |
| Pedro Masó |                                                                                |